# CozyCot
CozyCotは東アジアから東南アジア（特にシンガポール）の女性のためのソーシャルネットワーキング・ウェブサイトです。CozyCotは2001年に設立し、2010年には新聞を発行した。

## 歴史
CozyCotは2001年11月にシンガポールに拠点を置くポータルサイトとして始まった。そこでメンバーはレビューの投稿、ショッピングやファッションの情報と意見の交換ができた。 オンライン・コミュニティの発展に伴い、創設者のニコル・イーはメンバー達が集まるためのライブイベントを開催しはじめた。いくつかの香水ブランドがこのコミュニティの成長に注目し、イベントの開催地を提供することで彼女をサポートしたいと申し出た。 その他の商業目的の企画（ワークショップ、製品の発売、オンラインショッピングなど。）が続き、（アレクサ・ランキングでトップ100,000のウェブサイトの存在とともに）それをベンチャー・ビジネスに変えるという結論になった。ニコル・イーは2002年にポータル運営会社としてCozyCot 株式会社を設立、そして2008年には$10万をウェブサイトに投資した。 2009年には115％の成長とともに、US$100万を超える収益があった。
コミュニティは、シンガポールの女性雑誌の読者層がオンラインコンテンツに移行するにつれて拡大し続け、 毎月50万以上のユニークビジターとともに、美とファッション、そしてライフスタイルのための、シンガポール最大のオンライン・ウーマンコミュニティへと発展した。残りの東アジア、アメリカ合衆国, オーストラリアとニュージーランドに住むアジア女性達の中でまでも拡大し、CozyCotは「シンガポールを世界に知らしめながら」ローカルのウェブサイトの一つとなった。 2006年以降毎年、ヒットワイズ・シンガポール・オンラインパフォーマンスアワードにおいて、ファースト・ウイメンズサイトとしてランキングされている。
2009年10月マインドシェアがCozyCotでのオンライン・リアリティ番組の開始を発表した。「主夫」というタイトルのこのショーは、会議室にいるのと同じように家のベビールームでも手際がよいということを証明したい男性たちのグループにフォーカスしている。出演者は色々な子育ての課題に参加し、賞を目指す。
会社はまた、オーチャード・セントラルに1000平方フィートの小売店を開いてCozyCot新聞の発売を開始することで、インターネット以外の活動も展開した。 2010年5月、CozyCotはウェブの分析と視聴率のために、ニールセンを指名した。（2005年よりウェブサイトはニールセンが調査している。）

## コミュニティ
「コッター」 と呼ばれるCozyCotのユーザたちは、フォーラムや美容製品のレビューで、またスタッフによって開催されるライブイベントで交流する。システムによってたまったポイントは（サイト内でのアクティビティの応じて）、メンバーのサポートに対する謝礼に使われる。

## フォーラム
初期の頃のフォーラムは、ほとんどがショッピング、ファッション情報や意見の交換に割り当てられていた。そしてそれは家庭と住まい、母親、キャリア、ファイナンス、テクノロジーおよびウエディングに及ぶまで拡大した。これらのテーマは“チャンネル”と呼ばれる（2009年4月現在28チャンネル） 。このフォーラムは話題の多様性で注目されている。いくつかの話題は（スパやフレグランスなど）他のほとんどのフォーラムでは全く見られないものである。 使用される主な言語は英語だが、（一部の）投稿は中国語でも行われる。1000以上のコメントと800万のヒットがある美容整形手術についてのCozyCot討論は、このトピックに対する詳しい中国人の意見と、彼らの韓国でのコスメティックツアーとして韓国日報に取り上げられた。

## レビュー
CozyCotには、3万5000個以上の製品を扱う製品ライブラリがあり、メンバーはレビューに利用できる。iPhoneのスキャナソフトウェアにより、ユーザーはiPhoneのカメラでバーコードを読み込んで、CozyCotのウェブサイトからの製品レビューを読むことができる。

## イベント
CozyCotはワークショップ、フォーカスグループやロードテストなどを通して、メンバーがお互いに交流できるようなイベントを主催している。CozyCotはシティバンクと共同して、2008年9月6日と7日に、その7年目の記念日を祝ってCozyCoホーリーグレイル・プライベートパーティを開催した。

## 関連出版物
CozyCotと名付けられた新聞は、2010年4月より、25ページの無料の月刊誌として20万部発行された。

## 受賞
2006年以降、CozyCotはヒットワイズ・シンガポール・オンラインパフォーマンスアワードにおいて、ファースト・ウイメンズサイト賞を4年連続受賞している。